# Cyamus monodontis
Cyamus monodontis is een ectoparasitaire vlokreeft uit de familie van de walvisluizen (Cyamidae). De wetenschappelijke naam van de soort werd in 1870 gepubliceerd door Christian Frederik Lütken.